# Хеш-функция Дженкинса
Хеш-функции Дженкинса представляют собой семейство хеш-функций общего назначения для ключей переменной длины, разработанных Бобом Дженкинсом. Функции также могут использоваться в качестве контрольной суммы для обнаружения случайного повреждения данных или обнаружения идентичных записей в базе данных. Впервые описание функции было опубликовано в 1997 году.

## Хеш-функции

### one-at-a-time
Приведенный текст функции взят с веб-страницы Боба Дженкинса и является расширенной версией, опубликованной автором в журнале доктора Доббса.
```
uint32_t
 
jenkins_one_at_a_time_hash
(
 
unsigned
 
char
 
*
key
,
 
size_t
 
len
)

{

    
uint32_t
 
hash
,
 
i
;

    
for
(
hash
 
=
 
i
 
=
 
0
;
 
i
 
<
 
len
;
 
++
i
)

    
{

        
hash
 
+=
 
key
[
i
];

        
hash
 
+=
 
(
hash
 
<<
 
10
);

        
hash
 
^=
 
(
hash
 
>>
 
6
);

    
}

    
hash
 
+=
 
(
hash
 
<<
 
3
);

    
hash
 
^=
 
(
hash
 
>>
 
11
);

    
hash
 
+=
 
(
hash
 
<<
 
15
);

    
return
 
hash
;

}

```

На рисунке справа показан лавинный эффект функции.
Каждая из 24 строк соответствует одному биту в 3-байтовом ключе на входе и каждый из 32 столбцов соответствует биту в выходном хеше. Цвета показывают, насколько хорошо входной бит влияет на данный бит на выходе: зеленый квадрат указывает хорошее перемешивание, желтый квадрат — слабое перемешивание, и красный обозначал бы, что перемешивания не происходит. Как видно из рисунка, только несколько битов в последнем байте входного ключа слабо перемешаны с несколькими битами результата.

### lookup2
Функция lookup2 была промежуточным вариантом функции one-at-a-time.

### lookup3
Функция lookup3 разбивает вход на блоки по 12 байт в каждом (96 бит). Такое поведение может быть более целесообразным, когда скорость важнее, чем простота. Имейте в виду, что увеличение скорости работы при использовании этого варианта хеша вероятно только для больших ключей, и что повышенная сложность реализации, наоборот, может вызвать замедление работы. Например, вследствие того, что компилятор может оказаться не в состоянии подставить функцию инлайн.